# Maria Åström
Maria Åström, född 1948, är en svensk textilkonstnär och mönsterformgivare. Hon har bland annat ritat tyger för Ikea.

## Biografi
Åström föddes 1948. Hon är dotter till arkitekten Kell Åström och textilkonstnären Ulla Ericson Åström. Hon utbildade sig till illustratör, och har kommit att verka som textilkonstnär och mönsterformgivare. 1973 ritade hon det uppmärksammade tapetmönstret "En enkel" för Duro. 1990 tog hon fram tygtrycket "Citrus Lemon", som finns representerat på Nordiska museet. Sedan 1991 har hennes tyger tryckts hos Ljungbergs Textiltryck. Hon har bland annat tagit fram tyger för IKEA och Tampella.
Åström är gift med den svenske konsthantverkaren Sam Stigsson. Sedan 2000 är hon delvis bosatt utanför Skillinge på Österlen i Skåne.